# Isin
Pour les articles homonymes, voir ISIN (homonymie).
Isin (en arabe : ʾīsin, إيسن) est une ville de la Mésopotamie antique, localisée dans le sud de l’Irak, à une quarantaine de kilomètres au sud-est de Diwaniya. La ville se trouvait sur le canal Isinnitum, qui faisait partie d'un ensemble de voies navigables reliant les villes de Mésopotamie. Le nom actuel du site est Ishan Bahriyat (en arabe : ʾ išān baḥriyāt, أيشان بحريات, « les lacs d'Ichan »). Celui-ci a été fouillé entre 1973 et 1989 par une équipe archéologique allemande de l’université de Munich dirigée par Barthel Hrouda (de) (1929-2009).
Les plus anciens niveaux archéologiques identifiés remontent au Dynastique archaïque (début du IIIe millénaire av. J.-C.). D’autres niveaux remontant à l’époque d’Akkad ont été dégagés. La ville d'Isin a pris de l’importance à la période de la troisième dynastie d’Ur.

## Histoire

### La première dynastie d’Isin

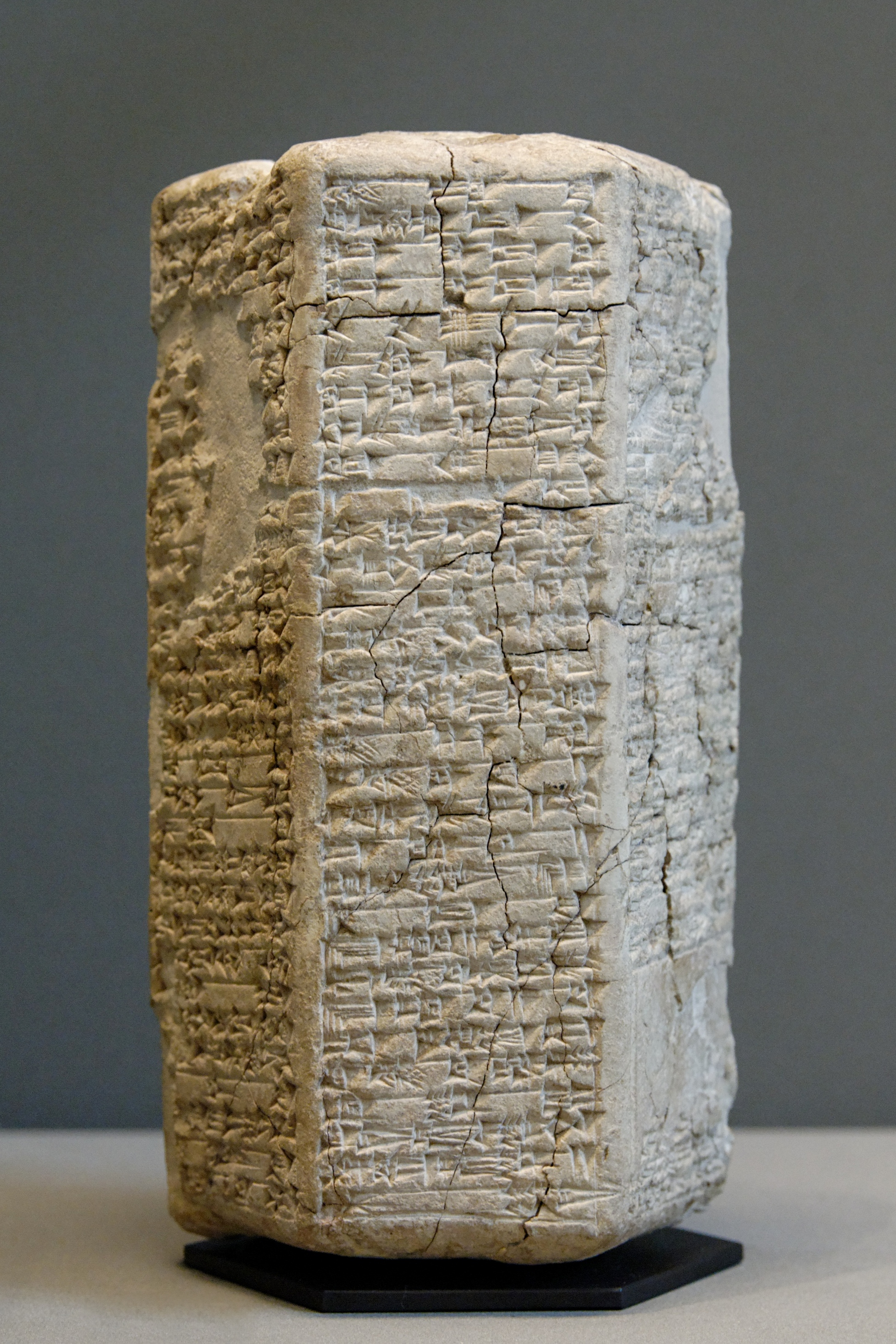
Hymne à Iddin-Dagan, v. 1950 av. J.-C., musée du Louvre.

Quand l’empire d’Ur III s’effondre à la fin du XXIe siècle av. J.-C., le gouverneur d’Isin, Ishbi-Erra, trahit le roi Ibbi-Sîn d’Ur, et se rend indépendant. Il réussit à écarter l’armée élamite qui détruit Ur en 2004, et parvient à reprendre cette ville plus tard, ce qui lui permet de se revendiquer comme l’héritier de la dynastie précédente, tout en conservant Isin comme capitale. Son successeur Su-ilišu se réconcilie avec l’Élam, et parvient à récupérer la statue du grand dieu Nanna d’Ur, dérobée lors de la guerre qui avait abouti au pillage de cette ville. Le règne de son successeur Iddin-Dagan est très peu connu, à la différence du suivant, celui d’Išme-Dagan, qui marque l’apogée d’Isin. À sa mort, la situation d'Isin commence à devenir difficile avec l’émergence de la dynastie de Larsa, dont le roi Gungunnum réussit à reprendre Ur, Uruk et Kisurra (soit le sud de Sumer) à son rival Lipit-Ištar d’Isin (connu par un code de lois qu’il a fait formuler). Ur-Ninurta d’Isin est tué au cours d’un conflit contre Larsa, mais son successeur Bur-Sîn redresse temporairement la situation en battant son rival larséen, Sumu-El, qui finit pourtant par remporter plusieurs victoires lui permettant de soustraire Kish à la domination d’Isin, puis finalement Nippur, la ville sainte de Sumer, ce qui représente une catastrophe symbolique pour Isin. 
Le début de la période paléo-babylonienne, dite parfois « période d'Isin-Larsa », fut la période la plus florissante de l’histoire d’Isin. Ses scribes reprirent la continuité de la tradition d’Ur III, comme l’attestent les inscriptions royales, hymnes, textes littéraires, textes relatifs au Mariage sacré retrouvés dans cette ville, et surtout à Nippur durant la période où elle était soumise à Isin. Les souverains de la ville gardent d'ailleurs la titulature de « rois d'Ur » jusqu'à Ishme-Dagan.
Si le temple de Gula n’a livré aucun niveau pour cette période, on a en revanche dégagé une partie d’un quartier d’habitation.
Des textes économiques datant des règnes d’Ishbi-Erra et de Shu-ilishu ont également été retrouvés dans cette cité, en grande partie lors de fouilles clandestines. Ils concernent les activités artisanales menées dans le cadre d'un grand organisme, sans doute le palais. On y voit des travailleurs de différentes spécialités (charpentiers, vanniers, mégissiers, etc.), regroupés en équipes de 9 à 18, dirigées par un chef. Cette organisation est proche de celle du système mis en place par l'administration d'Ur III.

### La fin du royaume d'Isin I
Dans la quatorzième année de son règne, le roi de Babylone Sîn-Muballit (1813-1793)  attaque la ville de Larsa, puis, trois ans plus tard, Isin, où régnait Damiq-Ilišu (1817 ou 1816-1794), mais il laisse le roi sur son trône comme vassal. À la mort de Sîn-Muballit en 1793, le roi de Larsa Rîm-Sîn Ier (1823-1763) met la main sur Isin et annexe ce royaume au sien.
Rîm-Sîn Ier ne garde le contrôle d’Isin que quelques années : il est battu en 1787 par le nouveau roi de Babylone, Hammurabi (1793-1750), qui prend la ville. Rim-Sin part se réfugier à Larsa, qu'il perdra aussi face à Hammurabi en 1763. Sous le règne du fils et successeur d'Hammurabi, Samsu-iluna, l’ancien pays de Sumer, avec Isin et Uruk en tête, se révolte contre la domination babylonienne. Cette rébellion est menée par un personnage qui se proclame roi de Larsa sous le nom de Rîm-Sîn II (1741-1736) mais il est rapidement vaincu. Après cet épisode, les villes de l’extrême Sud Mésopotamien sont abandonnées, leurs habitants migrant plus au Nord. Ce fut le cas d’Isin, dont une partie de la population se retrouva apparemment à Sippar, où le culte de Gula fut transporté.

### Époque médio-babylonienne
Isin est réoccupée vers le milieu du IIe millénaire av. J.-C.. C’est de cette période que datent les premiers niveaux connus du monument principal de la ville, le temple de sa déesse tutélaire, Gula. Il fut restauré par les rois kassites Kadashman-Enlil et Kurigalzu II. Au nord-est du temple, on a retrouvé 33 tombes de chiens, l’animal-symbole de Gula, accompagnés d’un riche mobilier.
Après la défaite de la dynastie kassite de Babylone face aux Élamites en 1155, le flambeau de la résistance babylonienne fut repris par des rois qui sont apparemment originaires d’Isin, puisque la dynastie qu’ils fondent s'est vu attribuer par la tradition historiographique babylonienne nom de « seconde dynastie d'Isin ». Mais quand le roi Ninurta-nadin-shumi reprend Babylone, il en fait sa capitale. Le roi le plus célèbre de cette dynastie est Nabuchodonosor Ier, qui défait les Élamites dans leur pays même, avant d’inaugurer une série de conflits contre l’Assyrie, qui aboutiront finalement à la prise de Babylone par le roi assyrien Teglath-Phalasar Ier. Après le règne d’Adad-apla-iddina, qui restaure le temple de Gula, les rois d’Isin II subissent les assauts des tribus araméennes et sutéennes qui pillent leur royaume. Cette dynastie s’éteint dans ces troubles après la mort de Nabû-sum-libur en 1027.

### Premier millénaire
La ville d’Isin est encore habitée dans la première moitié du Ier millénaire, bien que n’occupant aucune position politique notable, en dehors de celle de centre provincial dans les royaumes qui dominent successivement la région à cette période : babylonien, assyrien, à nouveau babylonien, puis achéménide. C’est de cette dernière période que datent les niveaux les plus récents explorés à Isin, le quartier résidentiel de l’époque paléo-babylonienne étant en effet réoccupé du XIe au Ve siècle av. J.-C. La ville doit donc être abandonnée dans le courant de la période achéménide ou plus tard sous les Séleucides.

### Liste des rois d'Isin
Première dynastie d'Isin :
- Išbi-Erra : vers 2017-1985.
- Su-ilišu : vers 1984-1975.
- Iddin-Dagan : vers 1974-1954.
- Išme-Dagan : vers 1953-1935.
- Lipit-Ištar : vers 1934-1924.
- Ur-Ninurta : vers 1923-1896.
- Bur-Sîn : vers 1895-1874.
- Lipit-Enlil : vers 1873-1869.
- Erra-imitti : vers 1868-1861.
- Enlil-bâni : vers 1860-1837.
- Zambiya : début vers 1836.
- Itêr-piša : dates inconnues.
- Ur-Dukuga : fin vers 1828.
- Sîn-mâgir : vers 1827-1817.
- Damiq-ilišu : vers 1816-1794.

Seconde dynastie d'Isin :
- -1154/-1141 : Marduk-kabit-ahheshu
- -1140/-1133 : Itti-Marduk-balatu
- -1132/-1127 : Ninurta-nãdin-šumi qui transfère la capitale à Babylone.
- -1126/-1105 : Nabuchodonosor Ier
- -1104/-1101 : Enlil-nãdin-apli Ier
- -1100/-1083 : Marduk-nãdin-ahhê
- -1082/-1070 : Marduk-sãpik-zêri
- -1069/-1048 : Adad-apla-iddina
- -1047 : Marduk-ahhê-erîba
- -1046/-1035 : Marduk-zêr-...
- -1034/-1027 : Nabû-sum-libur

## Organisation politique
Sous la première dynastie, le palais d'Isin regroupe les fonctions administrative, militaire et judiciaire. La famille royale contribue aussi aux tâches religieuses du royaume. Certains des hauts dignitaires religieux en sont en effet directement issus. C'est le cas, par exemple, de la haute-prêtresse Enannatum qui est fille du roi Ishme-Dagan.

## Arts
Divers arts existent en Mésopotamie et à Isin en particulier. Les monarques de la Ire dynastie ont ainsi l'habitude de se faire représenter en statue.